# Mugison
Mugison (Муґісон), справжнє ім'я Ерн Еліас Ґудмундссон (ісл. Örn Elías Guðmundsson; *4 вересня 1976) — ісландський музикант і співак, що спершу виступав як гурт однієї особи, використовуючи гітару та комп'ютер, проте зараз частіше виступає із колективом. Навчався у Лондоні на продюсера.
2004 року Mugison'а нагородили Icelandic Music Awards. Його альбом Mugimama Is This Monkey Music? та його пісню «Murr Murr» було названо відповідно найкращим альбомом та найкращою піснею.

## Дискографія
- Lonely Mountain (2003)
- Niceland (2004, саундтрек)
- Mugimama Is This Monkey Music? (2004)
- Little Trip (2005, саундтрек)
- Mýrin (2007, саундтрек)
- Mugiboogie (2008)
- Ítrekun (2009)
- Haglél (2011)